# Sedum hirsutum
Sedum hirsutum är en fetbladsväxtart. Sedum hirsutum ingår i Fetknoppssläktet som ingår i familjen fetbladsväxter.

## Underarter
Arten delas in i följande underarter:
- S. h. baeticum
- S. h. hirsutum

## Bildgalleri

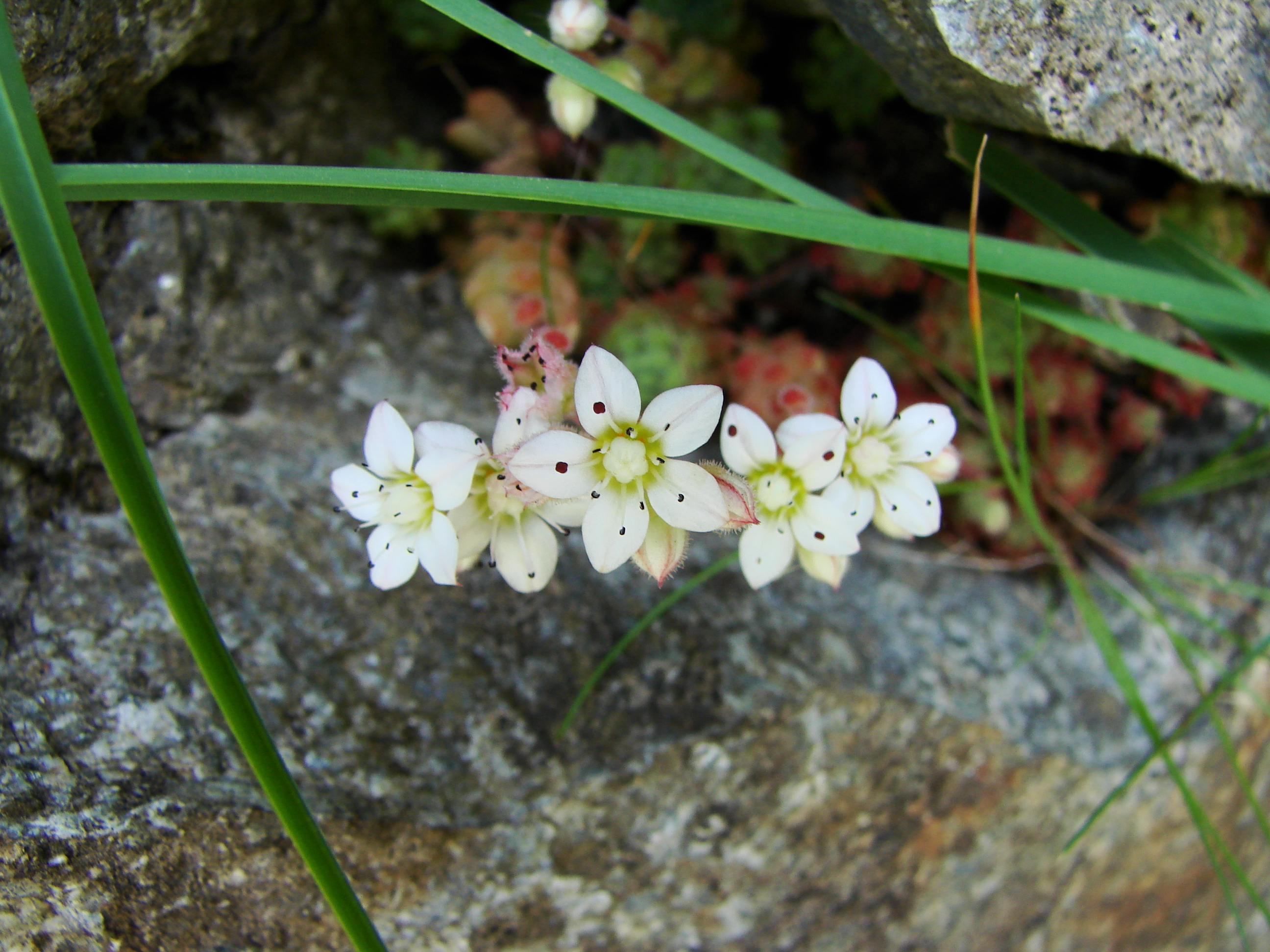
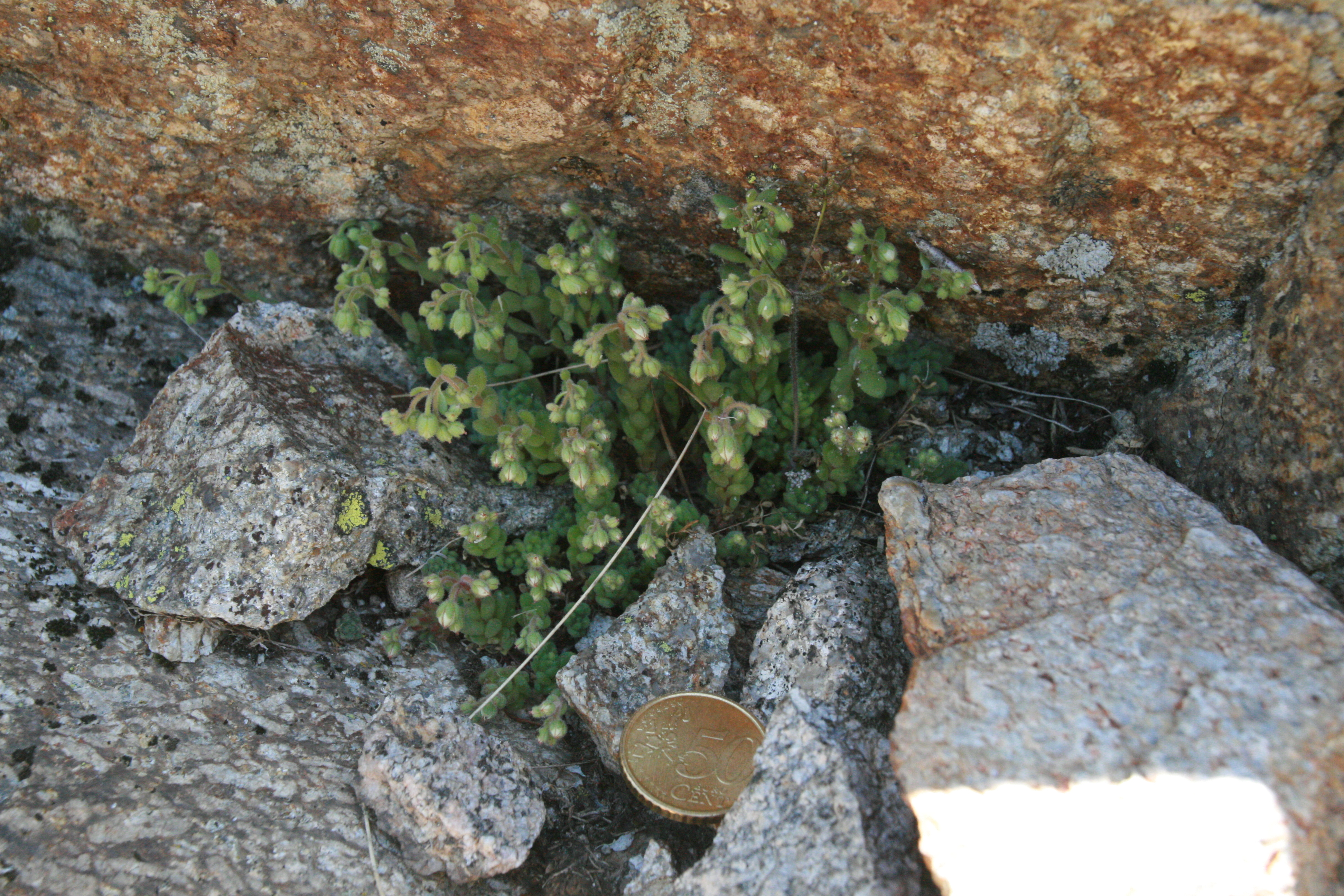
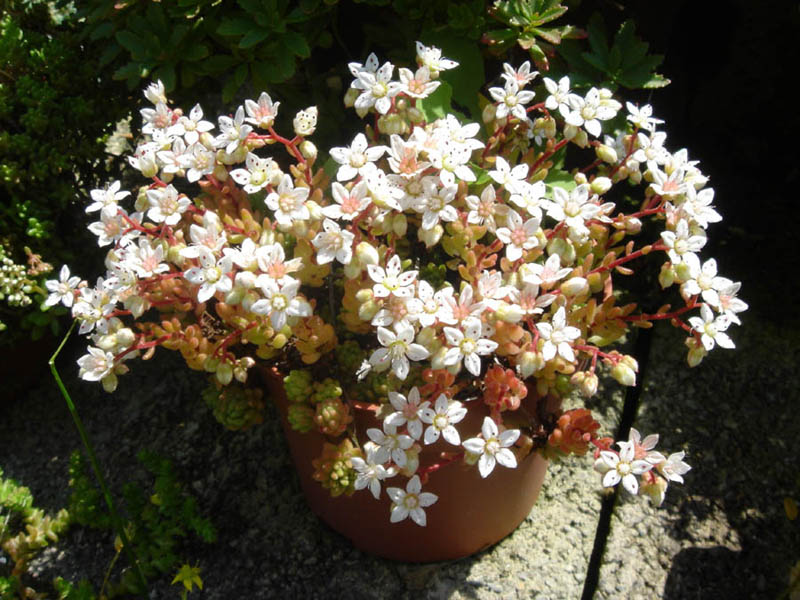
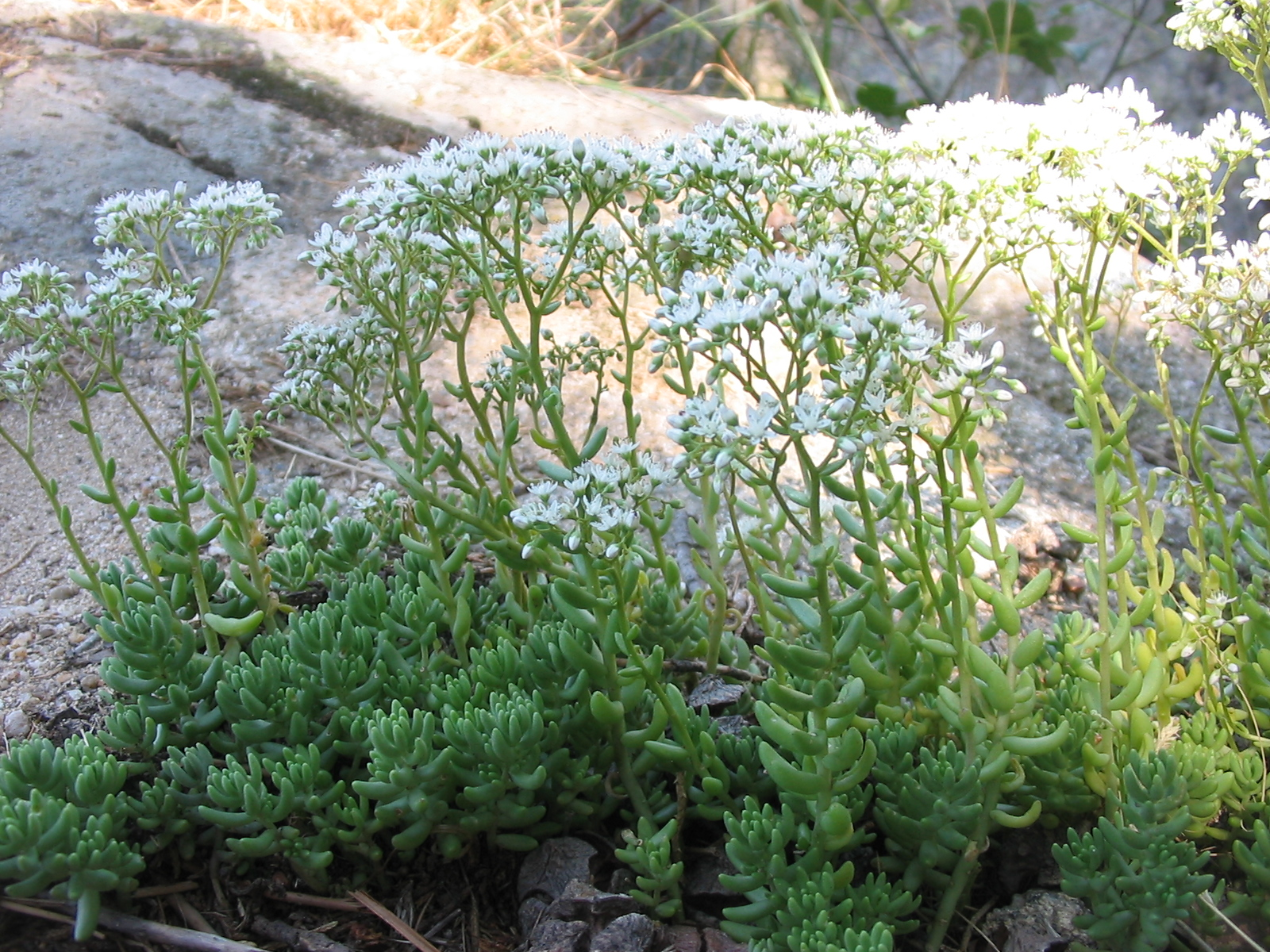
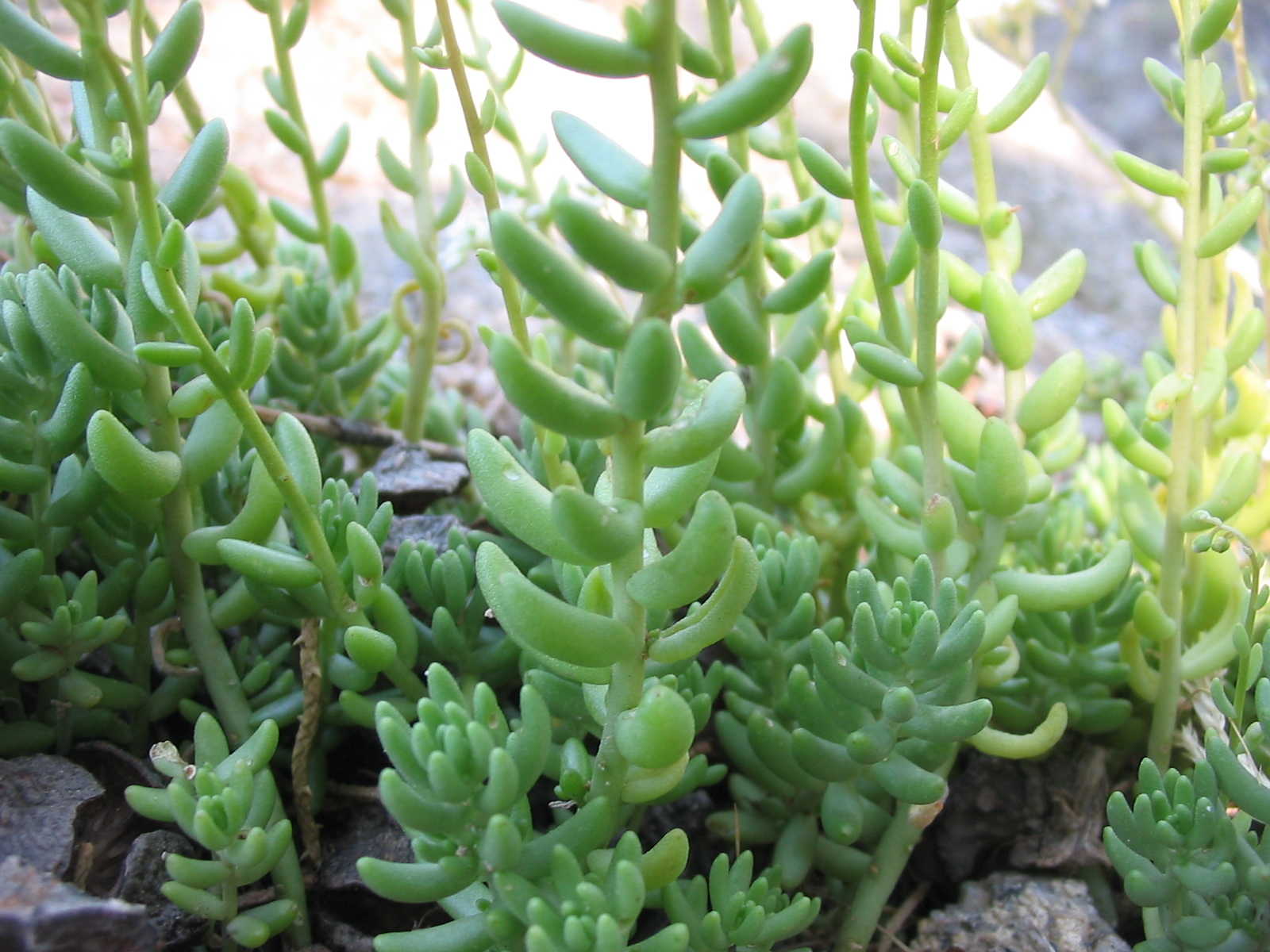
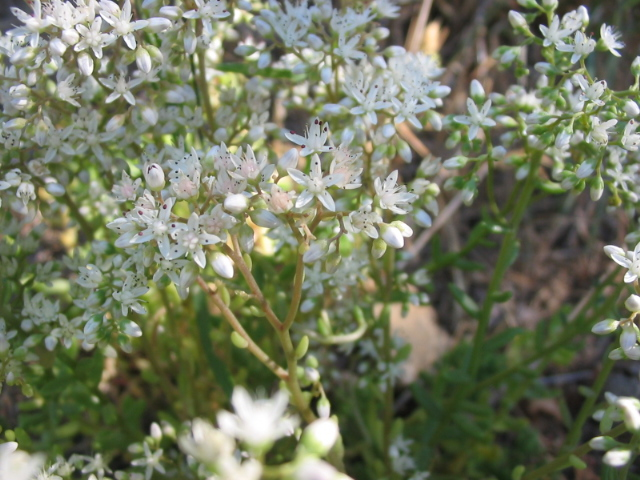